# Porte de la paix céleste

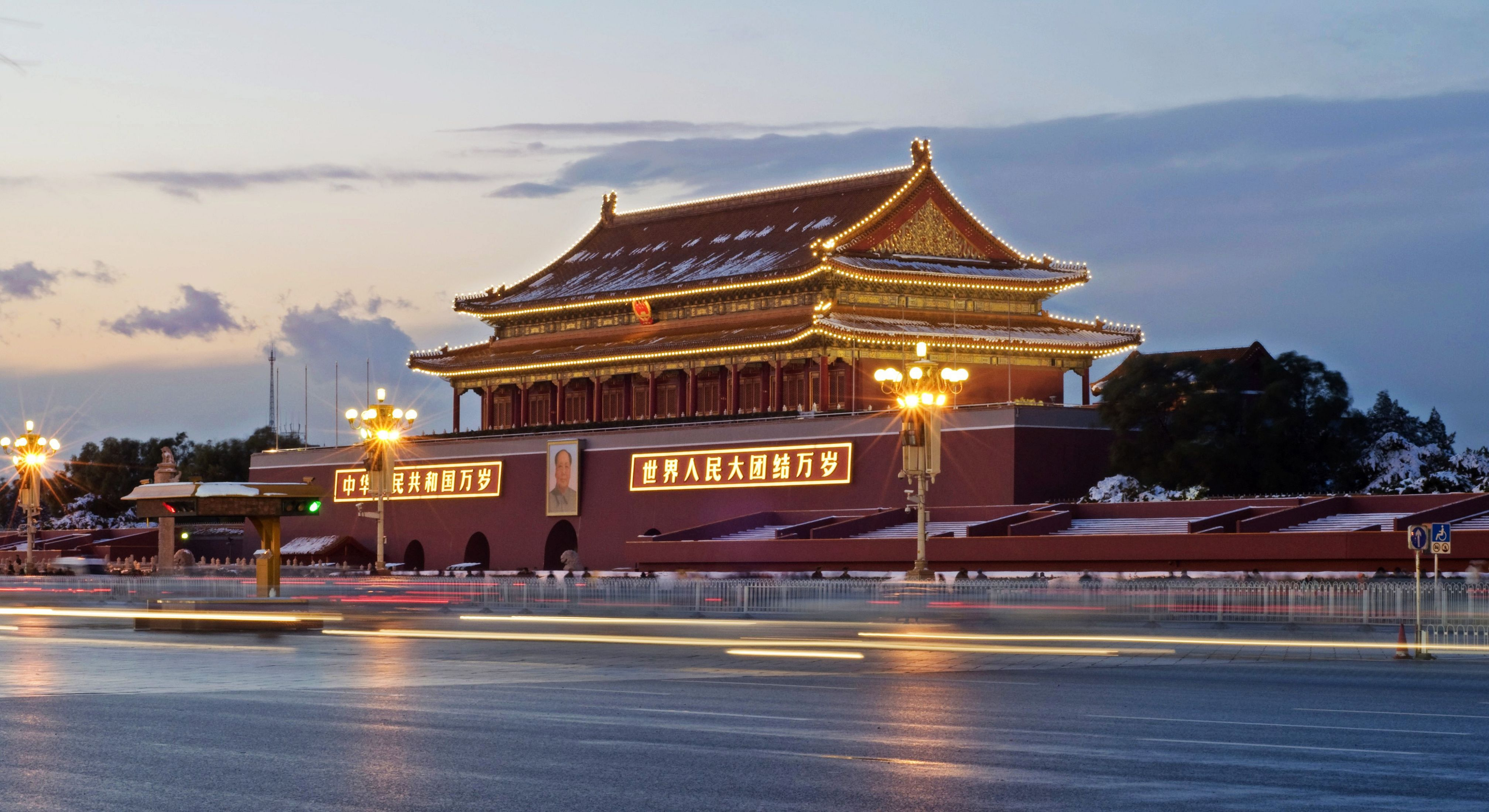
Porte de la Paix céleste.

Porte de la paix céleste est un roman de Shan Sa publié le 10 novembre 1997 aux éditions du Rocher et ayant obtenu l'année suivante le prix Goncourt du premier roman.

## Éditions
- Porte de la paix céleste, éditions du Rocher, 1997  (ISBN 978-2268031439).